# Pseudagrion simile
Pseudagrion simile – gatunek ważki z rodziny łątkowatych (Coenagrionidae).